# Roal, il Tarzan del mare
Roal, il Tarzan del mare è un fumetto italiano di genere avventuroso-fantascientifico pubblicato nel 1947 e 1948 su testi di Roberto Renzi e disegni dello studio di Andrea Da Passano (DaP). Renzi, in seguito noto per Akim, è anche editore e direttore della pubblicazione.

## Genesi e caratterizzazione del personaggio
Roal è uno dei primi esempi di supereroe del fumetto italiano, essendo dotato di poteri sovrumani, ma rientra anche nel filone dei tarzanidi (i personaggi ispirati a Tarzan), benché, a differenza del personaggio inventato da Edgar Rice Burroughs, il regno di Roal non sia la giungla ma il fondo del mare.
Dopo essersi sottoposto a una rischiosa operazione chirurgica, Roal è infatti capace di respirare sott'acqua e comunicare con la fauna marina, utilizzando le sue abilità per combattere il crimine.

## Pubblicazioni
Di Roal, il Tarzan del mare escono due serie: 5 numeri nel 1947 e 20 nel 1948.
I primi 5 numeri erano in formato gigante, la seconda serie era costituita da 20 albi in formato all'italiana.